# Christopher W. Morris
Christopher W. Morris é professor de filosofia na Universidade de Maryland, na qual é membro da Faculdade de Política, Filosofia e Assuntos Públicos. Já foi professor de filosofia na Universidade do Estado de Bowling Green. Formado pela Universidade de Toronto, Chris Morris escreveu o importante livro "Um Ensaio sobre o Estado Moderno" e também foi coautor e coeditor do "The Social Contract Theorists".